# Chirițești (Vedea), Argeș
Chirițești este un sat în comuna Vedea din județul Argeș, Muntenia, România.